# Johann Christian Kundmann
Johann Christian Kundmann (ur. 26 października 1684 we Wrocławiu, zm. 11 maja 1751 tamże), niemiecki lekarz i numizmatyk.
W latach 1704–07 studiował nauki medyczne w Viadrinie we Frankfurcie nad Odrą oraz uniwersytecie w Halle. W 1708 roku otrzymał doktorat, odbył podróż studyjną po Niemczech i Belgii i powrócił do Wrocławia.
Był zapalonym kolekcjonerem monet, dzieł sztuki i ciekawostek. Katalog swoich zbiorów opublikował w 1737 roku.
Pozostawił szczegółowy opis przebiegu i skutków społecznych ogromnej powodzi latem 1736 na Śląsku, koncentrujący się na Wrocławiu. Opublikowany w 1742 "Die Heimsuchungen Gottes in Zorn und Gnade Uber das Herzogthum Schlesien in Müntzen" jest ważnym źródłem historycznym..
Jest również autorem pierwszego w Niemczech porównawczego studium umieralności "Sammlung von Natur- Medizin- sowie auch dazu gehörigen Kunst- und Litteraturgeschichten" (1718).